# Линдисфарн
Ли́ндисфарн (англ. Lindisfarne) — приливный остров площадью в 5 км² у северо-восточного берега Англии. Также известен под названием Святой остров (англ. Holy Island), так как стал одной из колыбелей христианства на севере Англии. Ближайший город — Берик-апон-Туид. Во время отлива до острова можно добраться пешком. Население — 180 человек (2011).

## История
Христианство на Линдисфарн принёс примерно в 635 году ирландский миссионер святой Айдан с острова Айона. Отсюда он и его преемники (включая святого Кутберта) вели работу по крещению населения королевства Нортумбрия. Глава монастыря имел статус епископа, хотя кафедру несколько раз переносили отсюда в более крупные центры — Йорк, Честер, Дарем. При обители имелся скрипторий, откуда происходит знаменитое Линдисфарнское евангелие.
В 793 году на Линдисфарн напали скандинавы, положив начало эпохе викингов в Северной Европе. Около 835 года монахи были вынуждены вывезти мощи святого Кутберта на материк; в конце концов они осели в Дареме. В 1082 году даремские монахи возобновили Линдисфарнскую обитель. С началом Реформации Генрих VIII велел разобрать приорат и построить из того же камня Линдисфарнский замок для защиты границы с Шотландией.
После объединения Англии с Шотландией замок пришёл в упадок, а остров потерял всякое значение. Одно время здесь размещался пункт береговой охраны. На рубеже XIX и XX веков знатоки истории стали проявлять интерес к Святому острову. Замок был бережно отреставрирован под присмотром архитектора Эдвина Лаченса. 

## В искусстве
- В 1966 году Роман Полански снял на острове фильм «Тупик», удостоенный «Золотого медведя».
- На острове происходит часть действия фантастического фильма «28 лет спустя» (2025).

## Источник
- Линдисфарн в Британской энциклопедии